# Wartenburg (Kemberg)
Wartenburg este o comună din landul Saxonia-Anhalt, Germania.